# Izvoarele, Teleorman
Izvoarele là một xã thuộc hạt Teleorman, România. Dân số thời điểm năm 2002 là 3008 người.